# Rapa (Polen)
Rapa (deutsch Angerapp, 1938 bis 1945 Kleinangerapp) ist ein Dorf in der polnischen Gemeinde Banie Mazurskie (deutsch Benkheim) im Powiat Gołdapski in der Woiwodschaft Ermland-Masuren.

## Lage
Die Ortschaft liegt im historischen Ostpreußen am Fluss Węgorapa (Angerapp) etwa 20 Kilometer westlich der Kreisstadt Gołdap (Goldap). Etwa zwei Kilometer nördlich verläuft die polnisch-russische Staatsgrenze zur Oblast Kaliningrad. Südlich von Rapa erstreckt sich der Lasy Skaliskie (Skallischer Forst, 1938 bis 1945 Altheider Forst).

## Geschichte

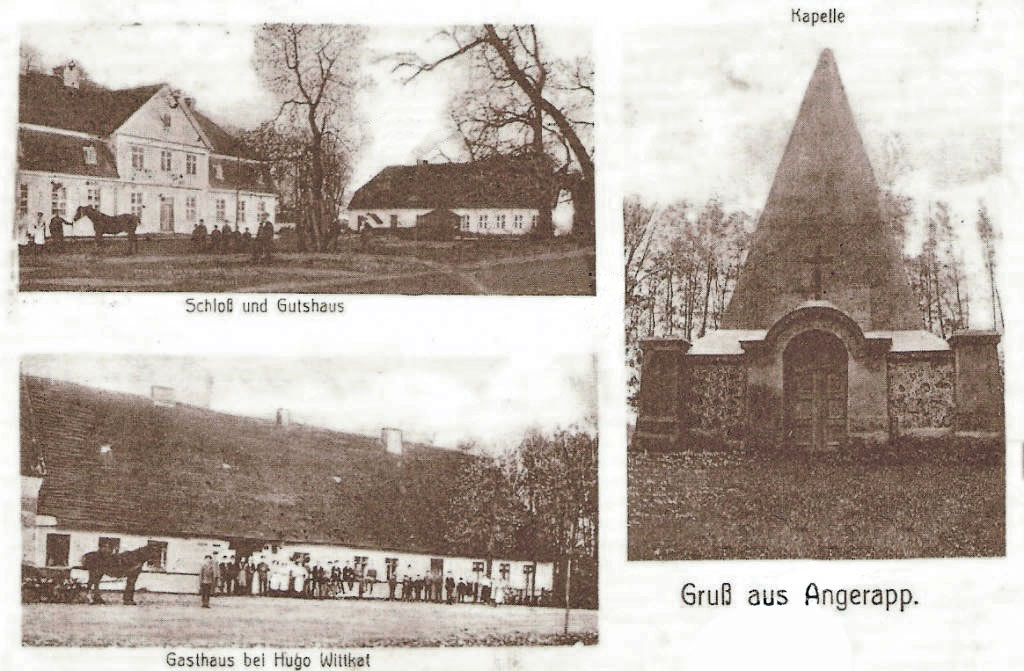
Gutshaus, Gasthaus und Pyramide in Rapa, um 1910

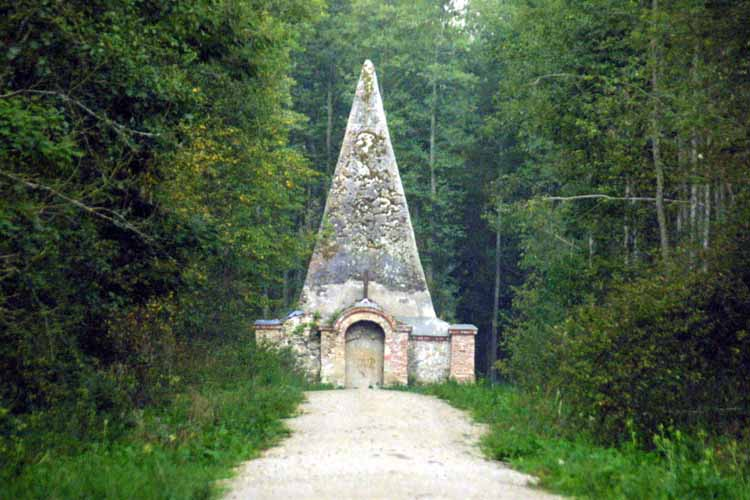
Pyramide in Rapa, 2002

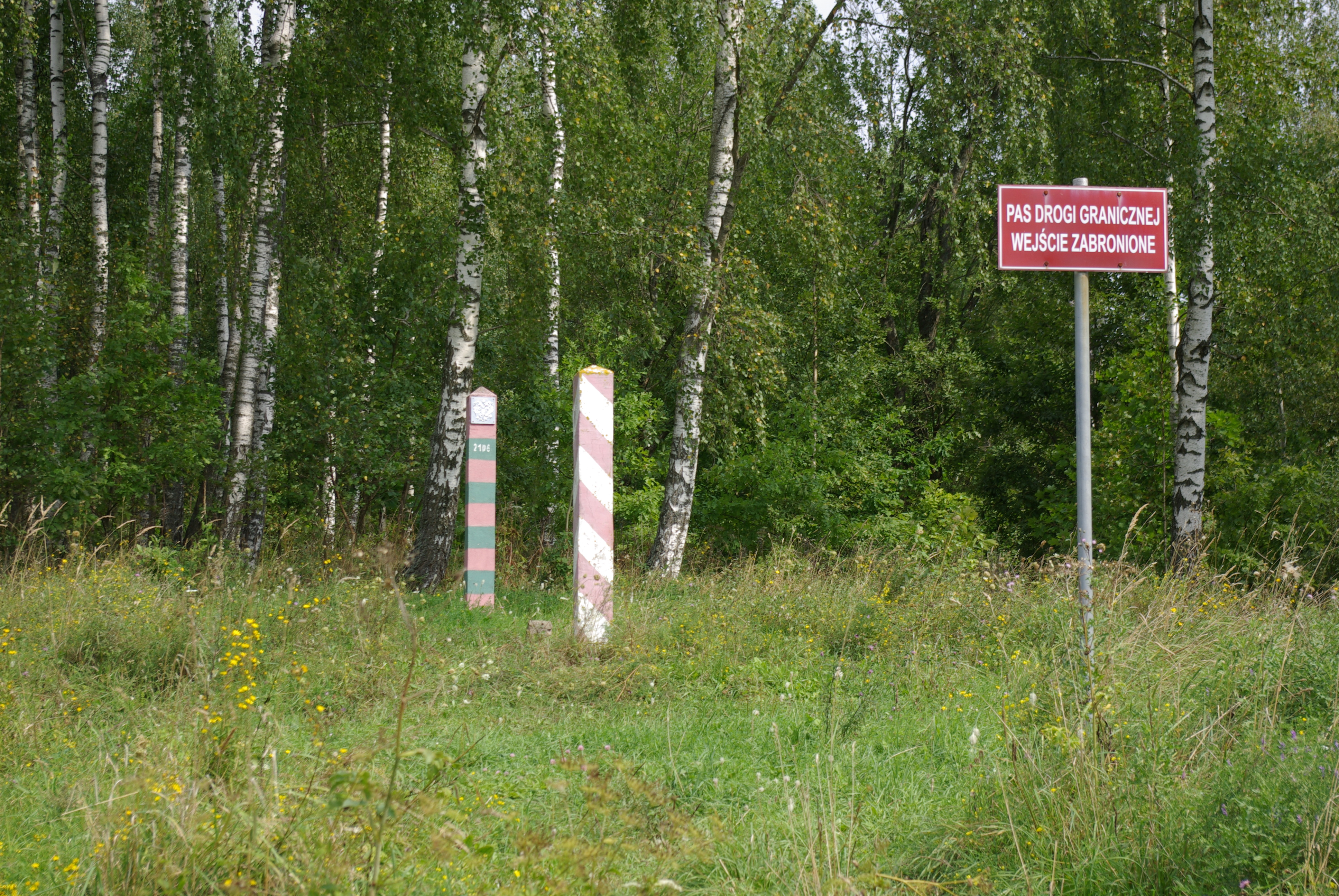
Polnisch-russische Grenze bei Rapa, 2010

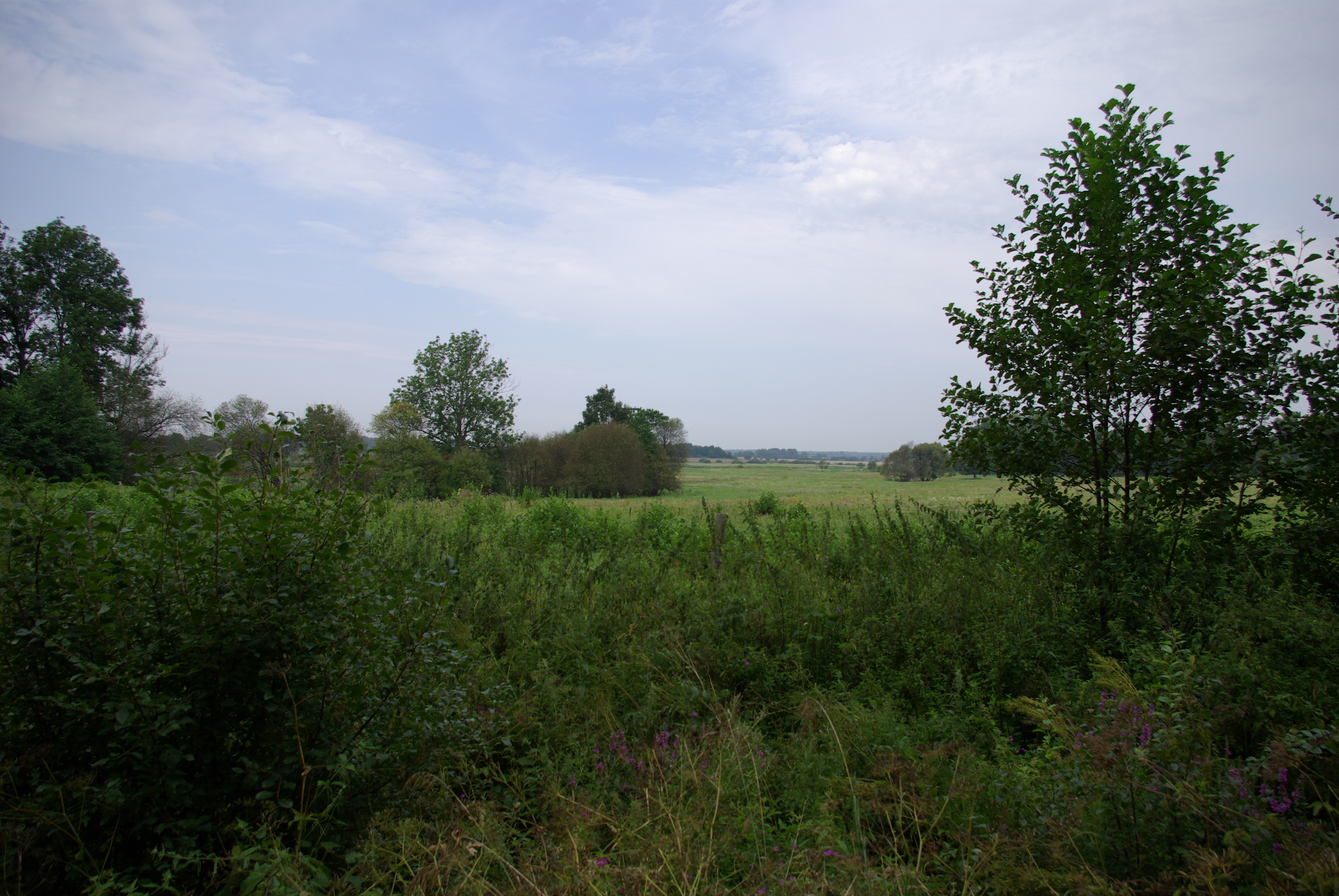
Waldrand des Lasy Skaliskie (dt. Skallischer Forst, 1938 bis 1945 Altheider Forst) bei Rapa, 2010

Das Vorwerk hieß zunächst Bischunen und gehörte zu Darkehmen (seit 1946 russisch Озёрск, Osjorsk). Der Besitzer Regimentsrat und Kanzler Christoph von Rappe gab dem Vorwerk Anfang des 17. Jahrhunderts den Namen Angerapp. Das Gut blieb im Besitz der Familie, bis es durch die Folgen von Pest und Bränden 1726 in Konkurs ging.
Der Kornett und spätere Rittmeister Christian Wilhelm Lau übernahm den Gutshof und reorganisierte erfolgreich die Bewirtschaftung. So entstand in den Fischteichen eine Karpfenzucht. 1729 wurde der Eigentümer geadelt. Er errichtete ein neues Herrenhaus, eine Brennerei sowie eine Brauerei und legte den Park neu an. 1750 erbte Laus Halbbruder, der Hofrat Johann Jakob Hoffmann, die Besitzungen. Dessen Sohn war aus unbekannten Gründen verpflichtet, das Gut nach Erreichen der Volljährigkeit Johann Friedrich Wilhelm von Fahrenheid zu überlassen. Dieser übernahm das Gut Angerapp samt Vorwerken.
Im Jahr 1793 erwarb Friedrich Wilhelm Johann von Fahrenheid (1747–1834), den 1786 König Friedrich Wilhelm II. in den preußischen Adelsstand erhoben hatte, einen großen Güterkomplex im fünf Kilometer entfernten Klein Beynuhnen (1938 bis 1946 Kleinbeinuhnen, seit 1946 russ. Ульяновское, Uljanowskoje). Dessen Sohn, Friedrich Heinrich Johann von Fahrenheid (1780–1849), brachte den Gutshof zur wirtschaftlichen Blüte, baute die Vollblutzucht zum damals zweitgrößten Privatgestüt Europas aus und legte damit den materiellen Grundstein für die künstlerischen Ambitionen der Familie. In Klein Beynuhnen entstand ab 1850 das Schloss Klein Beynuhnen zur Ausstellung der Kunstsammlung. (Uljanowskoje (Kaliningrad)#Gut und Schloss Klein Beynuhnen)
Als 1890 der letzte männliche Erbe der Familie von Fahrenheid starb, erbte Philipp von Bujack, der den Namen Fahrenheid annahm, die Besitzungen. Er war der Sohn der Schwester des letzten von Fahrenheid. Der Name erlosch dann endgültig, als Philipp von Fahrenheids Sohn Horst verstarb. Durch Heirat wurde General Schmidt von Altenstadt Eigentümer des Gutes in Angerapp.
Am 30. September 1928 wurden die bisherigen Gutsbezirke Angerapp und Klein Medunischken (1938 bis 1945 Medunen) zur neuen Landgemeinde Angerapp (ab 1935 Gemeinde) im Kreis Darkehmen. Bei der Umbenennung von Orten in Ostpreußen im Jahr 1938 erhielt die Kreisstadt am 3. Juni 1938 zunächst den Namen „Darkeim“, ab 16. Juli 1938 hieß die Stadt Angerapp. Gleichzeitig wurde das bisherige Angerapp zur Unterscheidung in Kleinangerapp umbenannt. Letzter Amtsvorsteher der Gemeinde Kleinangerapp bis zur Räumung am 20. Oktober 1944 war der Rittergutspächter Fritz Koesling.
Während des Zweiten Weltkrieges wurde das Gutshaus in Kleinangerapp zerstört. Seit der Teilung Ostpreußens befindet sich die 1946 in Osjorsk umbenannte Kreisstadt Darkehmen und ein Großteil des einstigen Landkreises in der Oblast Kaliningrad. Einige südlich gelegene Orte des Kreises wurden polnischen Gemeinden zugeteilt, darunter auch Kleinangerapp, das den Namen Rapa erhielt. Die in Ostpreußen zurückgebliebenen Bewohner wurden bis 1947 großenteils in das besetzte Deutschland westlich der Oder-Neiße-Linie vertrieben; der polnische Teil des Gebiets wurde im Rahmen der Akcja Wisła (Aktion Weichsel) mit vertriebenen Ukrainern und Südostpolen besiedelt.
Die verbliebenen Wirtschaftsgebäude des Gutes in Rapa wurden Eigentum der Landwirtschaftlichen Produktionsgenossenschaft (PGR). Vom ehemaligen Gutshaus zeugen heute noch der Baumbestand des einstigen Parks sowie die sogenannte Pyramide in Rapa, ein 1811 errichtetes Mausoleum der Familie von Fahrenheid.

### Amtsbezirk Angerapp/Kleinangerapp (1874–1945)
Am 6. Mai 1874 wurde der Amtsbezirk Angerapp errichtet, der lediglich aus dem Gutsbezirk Angerapp bestand. 1939 in „Amtsbezirk Kleinangerapp“ umbenannt, gehörte er bis 1945 zum Kreis Darkehmen (1939 bis 1945 „Landkreis Angerapp“ genannt) im Regierungsbezirk Gumbinnen der preußischen Provinz Ostpreußen. 1900/1902 wurde der Gutsbezirk Zargen (polnisch Szarek) eingegliedert, allerdings 1928 nach Eingemeindung in die Landgemeinde Griesgirren (1938 bis 1945 Grieswalde, polnisch Gryżewo) in den Amtsbezirk Ballupönen (1938 bis 1945 Schanzenhöh, polnisch Stare Gajdzie) umgegliedert. Nach Eingemeindung von Klein Medunischken (1938 bis 1945 Medunen, polnisch: Mieduniszki Małe) im gleichen Jahr nach Angerapp bestand am 1. Januar 1945 der dann Kleinangerapp genannte Amtsbezirk wieder nur aus der einen Gutsgemeinde, die nun Kleinangerapp hieß.

### Kirche
Vor 1945 gehörte Angerapp resp. Kleinangerapp einerseits zur evangelischen Kirche Szabienen/Schabienen (1938 bis 1945 Lautersee, polnisch Żabin) im Kirchenkreis Darkehmen/Angerapp innerhalb der Kirchenprovinz Ostpreußen der Kirche der Altpreußischen Union, andrerseits zur katholischen Pfarrei Goldap im Dekanat Masuren II (Sitz: Johannisburg, polnisch Pisz) im Bistum Ermland. Heute ist Rapa Teil der katholischen Pfarrei in Żabin im Dekanat Gołdap im Bistum Ełk (Lyck) der Römisch-katholischen Kirche in Polen bzw. der evangelischen Kirche in Gołdap, einer Filialkirche von Suwałki in der Diözese Masuren der Evangelisch-Augsburgischen Kirche in Polen.

## Sehenswürdigkeiten
- Pyramide in Rapa
- Lasy Skaliskie (deutsch Skallischer Forst, 1938 bis 1945 Altheider Forst)

## Persönlichkeiten
- Fritz von Farenheid (1815–1888), Gutsbesitzer und Politiker